# Grand Prix international de la ville de Nogent-sur-Oise
Le Grand Prix international de la ville de Nogent-sur-Oise est une course cycliste d'un jour créée en 1945 et disputée à Nogent-sur-Oise, dans le département de l'Oise, en France. Le GP est créé en 1945 par Robert Mathieu et Marcelin Naturel. Organisé par le CC Nogent-sur-Oise, il fait partie du calendrier de l'UCI Europe Tour depuis 2005 en catégorie 1.2, à l'exception de 2014 et 2016 où la course est une manche de la Coupe de France DN1, réservée aux amateurs. 
En 2020, la course quitte de nouveau le calendrier UCI. Elle est finalement annulée pour la première fois de son histoire en raison du contexte sanitaire lié à la pandémie de Covid-19. Elle est également annulée en 2023 et en 2025.

## Palmarès
| Année                                       | Vainqueur              | Deuxième              | Troisième             |
| ------------------------------------------- | ---------------------- | --------------------- | --------------------- |
| 1948                                        | Maurice Bardinat       | Louis Viola           | Roger Henriet         |
| 1949                                        | Roger Cassel           | Robert Lacroix        | Roger Boucher         |
| 1950                                        | Jacques Decroix        | Maurice Robert        | Henri Maréchal        |
| 1951                                        | Bernard Leichtmann     | Robert Béréchel       | Roger Vermeulen       |
| 1952                                        | Noël Brachet           | Émile Gleut           | Robert Caron          |
| 1953                                        | André Hantute          | André Vagner          | Roger Laureys         |
| 1954                                        | Pierre Gaillard        | Francis Lesniewski    | Gérard Hacquet        |
| 1955                                        | Bernard Viot           | Anselme Cosperec      | James Carayon         |
| 1956                                        | Robert Trafert         | Gilbert Loof          | Willy Fiore           |
| 1957                                        | Jean Hoffmann          | Gilbert Sentier       | Roger Henriet         |
| 1958                                        | Robert Trafert         | Augustin Corteggiani  | Roger Lavalette       |
| 1959                                        | Daniel Dhieux          | Gilbert Sentier       | Joseph Wasko          |
| 1960                                        | Guy Claud              | Christian Riou        | Pierre Suter          |
| 1961                                        | José Saura Nagore (ca) | Abouzahib Tarek       | Guido Anzile          |
| 1962                                        | Jean-Paul Caffi        | Claude Puig           | Michel Drieux         |
| 1963                                        | Bernard Launois        | Pierret               | Daniel Labrouille     |
| 1964                                        | Laurie Byers (en)      | André d'Hocker        | Bernard Guyot         |
| 1965                                        | Henk Hiddinga          | Jean-Pierre Foubert   | Joseph Wasko          |
| 1966                                        | Claude Guyot           | Bernard Guyot         | Jean-Pierre Ducasse   |
| 1967                                        | Dominique Dussez       |                       |                       |
| 1968                                        | Giovanni Fusco         |                       |                       |
| 1969                                        | Joël Grandsir          |                       |                       |
| 1970                                        | Jean-Pierre Loth       | Joël Girard           | Thierry Grandsir      |
| 1971                                        | Joël Girard            | Bernard Stoessel      | Donalain              |
| 1972                                        | Thierry Grandsir       |                       |                       |
| 1973                                        | Gérard Auguet          | Gérard Loof           | Denis Dubos           |
| 1974                                        | Thierry Grandsir       | André Fossé           | Bernard Stoessel      |
| 1975                                        | Éric Lalouette         | Pierre Boquet         | Denis Dubos           |
| 1976                                        | André Fossé            | Ghislain Delamotte    | Denis Dubos           |
| 1977                                        | Yves Daniel            |                       |                       |
| 1978                                        | Éric Lalouette         | Ghislain Delamotte    | Denis Bonnin          |
| 1979                                        | Gérard Aviègne         |                       |                       |
| 1980                                        | André Fossé            | Lionel Dumont         | Raphaël Reculez       |
| 1981                                        | Michel Duffour         | Glenn Taylor          | Alain Nunc            |
| 1982                                        | Bernard Stoessel       | Christian Latournerie | Peter Longbottom (en) |
| 1983                                        | Gilles Benichon        | Jean-Michel Visse     | Jean-Marc Follet      |
| 1984                                        | Thierry Lefèvre        | Jean-Marc Follet      | André Fossé           |
| 1985                                        | Jean-Luc Carer         |                       |                       |
| 1986                                        | Leigh Chapman          |                       |                       |
| 1987                                        | Yannick Foirest        |                       |                       |
| 1988                                        | Marc Ricaux            |                       |                       |
| 1989                                        | Jean-Claude Andrieux   |                       |                       |
| 1990                                        | Eddy Seigneur          |                       |                       |
| 1991                                        | Jean-Sébastien Mizzi   | Eddy Seigneur         | Dominique Zamagna     |
| 1992                                        | Jean-Christophe Roger  | Bruno Lebras          | Dominique Bozzi       |
| 1993                                        | Michel Dubreuil        |                       |                       |
| 1994                                        | Jean-Jacques Moros     |                       |                       |
| 1995                                        | Jean-Michel Thilloy    |                       |                       |
| 1996                                        | Arnaud Auguste         | Reynald Bos           | David Millar          |
| 1997                                        | Samuel Renaux          | Franck Tognini        | Vincent Klaes         |
| 1998                                        | Mickaël Leveau         | Mickaël Fouliard      | Erwan Jan             |
| 1999                                        | Artūras Trumpauskas    | Loïc Vasseur          | Mickaël Fouliard      |
| 2000                                        | Sébastien Six          | Cédric Loué           | Shinichi Fukushima    |
| 2001                                        | Philippe Vereecke      | Christophe Stevens    | David Drieux          |
| 2002                                        | Pascal Carlot          | Tony Cavet            | Alexandre Sabalin     |
| 2003                                        | Marc Chanoine          | Steven De Champs      | Paul Redenbach        |
| 2004                                        | Kilian Patour          | Sébastien Minard      | Vladimir Koev         |
| Course présente dans l'UCI Europe Tour      |                        |                       |                       |
| 2005                                        | Tristan Valentin       | Médéric Clain         | Samuel Gicquel        |
| 2006                                        | Jos Pronk              | Fredrik Johansson     | Piotr Chmielewski     |
| 2007                                        | Mateusz Mróz           | Martin Mortensen      | Ivan Seledkov         |
| 2008                                        | Evaldas Šiškevičius    | Cyril Bessy           | Andrius Buividas      |
| 2009                                        | Martin Pedersen        | Alexis Bodiot         | Erki Pütsep           |
| 2010                                        | Vytautas Kaupas        | Alexander Mironov     | Dimitry Samokhvalov   |
| 2011                                        | Alexey Tsatevitch      | Barry Markus          | Ioánnis Tamourídis    |
| 2012                                        | Igor Boev              | Alexis Bodiot         | Steve Schets          |
| 2013                                        | Alexander Kamp         | Alexis Bodiot         | Jérôme Baugnies       |
| Course présente dans la Coupe de France DN1 |                        |                       |                       |
| 2014                                        | Clément Penven         | Quentin Pacher        | François Lamiraud     |
| Course présente dans l'UCI Europe Tour      |                        |                       |                       |
| 2015                                        | Robin Stenuit          | Andrea Pasqualon      | Kevyn Ista            |
| Course présente dans la Coupe de France DN1 |                        |                       |                       |
| 2016                                        | Guillaume Gaboriaud    | Étienne Fabre         | Clément Russo         |
| Course présente dans l'UCI Europe Tour      |                        |                       |                       |
| 2017                                        | Jordan Levasseur       | Dimitri Peyskens      | Benoît Jarrier        |
| 2018                                        | Julien Antomarchi      | Mickaël Guichard      | Florent Pereira       |
| 2019                                        | Emiel Vermeulen        | Maxime Urruty         | Samuel Leroux         |
| 2020                                        | annulé                 | annulé                | annulé                |
| 2021                                        | Karl Patrick Lauk      | Morne van Niekerk     | Mickaël Guichard      |
| 2022                                        | Alexandar Richardson   | Baptiste Veistroffer  | Maxime Dransart       |
| 2023                                        | annulé                 | annulé                | annulé                |
| 2024                                        | Justin Ducret          | Yacine Hamza          | Ronan Augé            |
| 2025                                        | annulé                 | annulé                | annulé                |